# 普埃布拉陷坑
普埃布拉陷坑是2021年5月29日在墨西哥普埃布拉州胡安·C·伯尼亚市境内形成的一个地陷坑。

## 历史

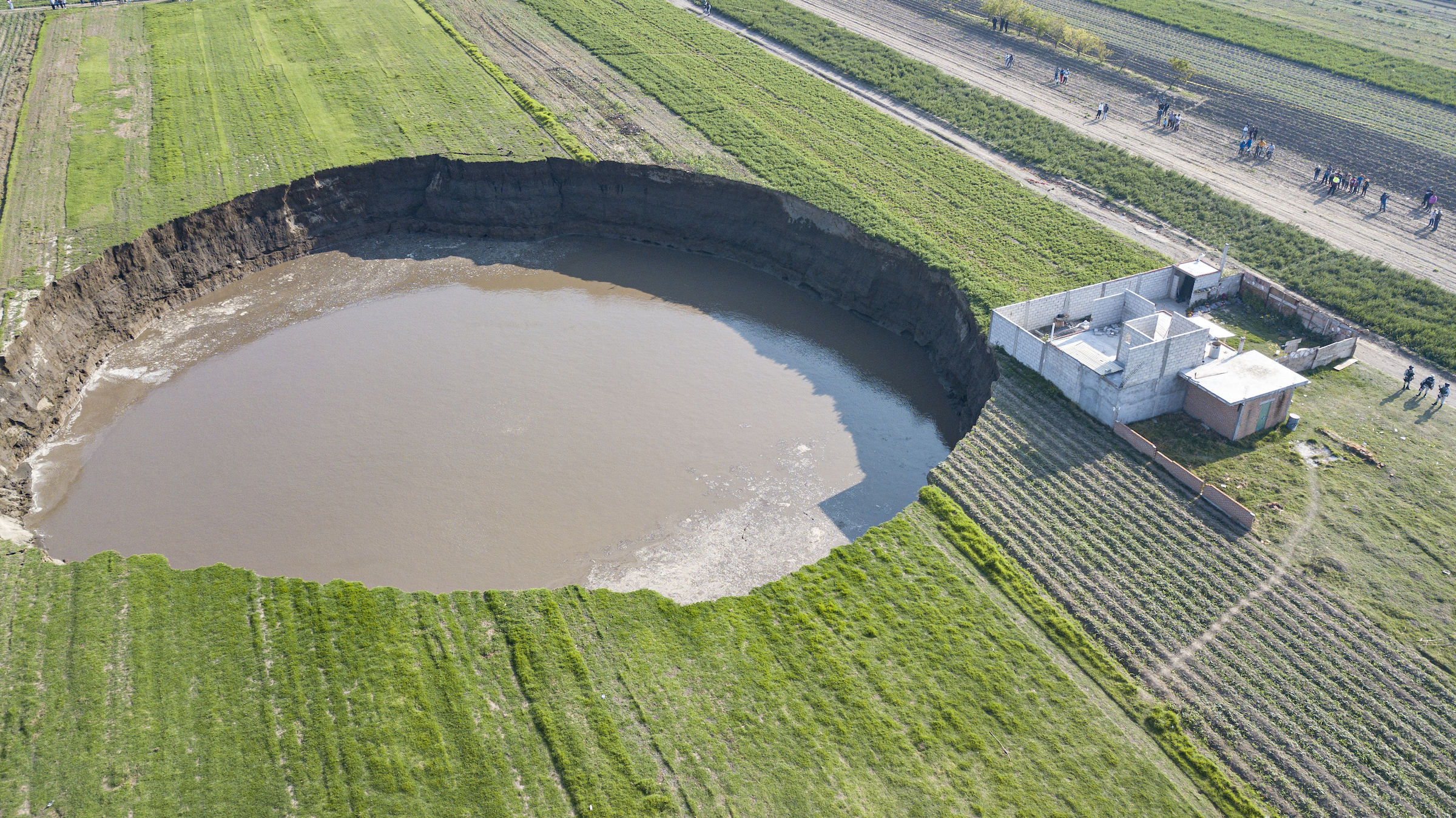
普埃布拉陷坑

陷坑于2021年5月29日在普埃布拉州境内圣玛利亚萨卡特佩克村附近的一处农田内产生，形状呈圆形，初始直径为15m。居住在陷坑附近的桑切斯一家称，在发现陷坑之前曾听到一声巨响。
陷坑在形成后体积不断扩大，至2021年6月12日，陷坑直径已达到126m，深45m，同日桑切斯一家的房屋在陷坑中倒塌。普埃布拉州州长米格尔·巴尔博萨同胡安·C·伯尼亚市市长为桑切斯一家提供了补偿，协助这一家庭搬离陷坑所在地并重建房屋。

## 调查
陷坑的成因迄今没有官方层面的定论，但有环境研究者指出，其成因可能与陷坑所在地所属的巴尔萨斯河上阿托亚克子流域内过量开采地下水而导致的地层软化有关。
墨西哥国立自治大学地质学院的研究者指出，由于陷坑所在地土壤的高度不稳定性，轻微的地层震动都将可能导致陷坑进一步扩大。

## 轶事
2021年6月10日，普埃布拉州民防部门接到报告，有两条名为“斯佩”和“斯派克”的狗坠入陷坑当中。社交网络上后续出现了网民自发进行集体签名的活动，要求州长提供力量将两条狗救出。几小时后，当地消防部门派出人员及设备，成功将两条狗自陷坑内救回，并送至动物保护部门进行观察。
陷坑曾一度成为社交网络上的热点，甚至有好事的居民在陷坑附近设立了摊点以吸引游客，但因陷坑存在的潜在危险，普埃布拉州警方后续将陷坑区域完全封锁，禁止无关人员接近。